# Franciszek Pawłowski (biskup)
Franciszek Pawłowski (ur. 29 marca 1774, zm. 6 lipca 1852 w Warszawie) – polski duchowny rzymskokatolicki, biskup pomocniczy warszawski w latach 1827–1829, biskup koadiutor płocki w latach 1829–1836, biskup diecezjalny płocki w latach 1836–1852.

## Życiorys
W 1827 mianowany biskupem pomocniczym archidiecezji warszawskiej. W 1829 był dziekanem włocławskiej kapituły katedralnej. W 1829 został biskupem koadiutorem biskupa płockiego Adama Michała Prażmowskiego, a 7 czerwca 1836 biskupem diecezjalnym diecezji płockiej. Przebywał przeważnie w Pułtusku.
Zmarł w Warszawie, został pochowany w katedrze płockiej.